# Università Chulalongkorn
L'Università Chulalongkorn (in lingua thai: จุฬาลงกรณ์มหาวิทยาลัย, trascrizione RTGS: Chulalongkon Maha Witthayalai, trascr. IPA: /t͡ɕuˈlaːloŋˈkɔ̄ːn maˈhaːwíttʰajaːlaj/), conosciuta anche con l'abbreviazione Chula (in thai: จุฬาฯ), è il più vecchio ateneo della Thailandia ed il più esclusivo. Per tradizione si sono laureati al suo interno i membri della famiglia reale e della nobiltà del Paese. Ha la sua sede principale in una vasta area nella zona centrale di Bangkok, pochi chilometri ad est del Grande Palazzo Reale.
Fu fondata nel 1917 da re Vajiravudh (Rama VI), che la intitolò alla memoria del padre e predecessore Chulalongkorn (Rama V), uno dei sovrani più amati dal popolo thai. Viene considerata una delle migliori università del Paese e del sud-est asiatico. Secondo una lunga tradizione iniziata con re Prajadhipok (Rama VII), la laurea alla Chulalongkorn veniva consegnata dal sovrano in persona. Re Bhumibol Adulyadej (Rama IX) ha spesso delegato a tale cerimonia una delle proprie figlie, la principessa Sirindhorn.

## Storia

### Riforme durante il regno di Chulalongkorn
L'ateneo ha origine dagli sforzi di re Chulalongkorn di sviluppare il Paese secondo gli allora moderni standard europei, che alla fine del XIX secolo si erano profondamente evoluti. Era convinzione del sovrano che il moderno progresso del Siam, come si chiamava a quel tempo la Thailandia, lo avrebbe preservato dalla colonizzazione dei Paesi occidentali, come effettivamente accadde. Le riforme del re investirono molti settori della società, e particolare importanza fu data allo sviluppo dell'istruzione pubblica. La prima scuola moderna siamese fu fondata nel 1871 nell'edificio riservato ai paggi reali, i rampolli della nobiltà che per tradizione venivano allevati presso il Grande Palazzo Reale per occupare i posti di dirigenti dell'amministrazione pubblica una volta diventati adulti. Nel 1882, la scuola fu ampliata e furono fondate anche la scuola per i cadetti dell'Esercito Regio, la scuola di cartografia, la scuola per principesse e quella per gli studi del Dhamma.

### Progressi dell'istruzione pubblica siamese
Nel 1899, il principe Damrong Rajanubhab, fratello minore del sovrano considerato il padre dell'istruzione del Paese, propose ed ottenne la fondazione della Scuola di Formazione per il Servizio Civile. Gli studenti di tale scuola dovevano prestare servizio come paggi a partire dal terzo anno di studi e nel 1902 prese il nome di Scuola per Paggi Reali. L'istituto ebbe una rapida espansione e crebbe ogni anno il numero di diplomati. Il nuovo re Vajiravudh (Rama VI, regno dal 1910 al 1925) proseguì l'opera riformatrice del padre ed allargò i settori di studio, fino ad allora limitati alla pubblica amministrazione. Furono introdotte le discipline del diritto, delle relazioni internazionali, di commercio, agricoltura, ingegneria, medicina e formazione di nuovi insegnanti. La Scuola dei Paggi Reali divenne il 1º gennaio 1911 un istituto di educazione superiore finanziato dalla Casa Reale che fu chiamato College di re Chulalongkorn per il Servizio Civile. Il sovrano ordinò lo spostamento dell'istituto sui terreni del defunto fratello ed erede al trono Vajirunhis, situati nell'odierno distretto di Pathumwan, dove tuttora si trova l'università.

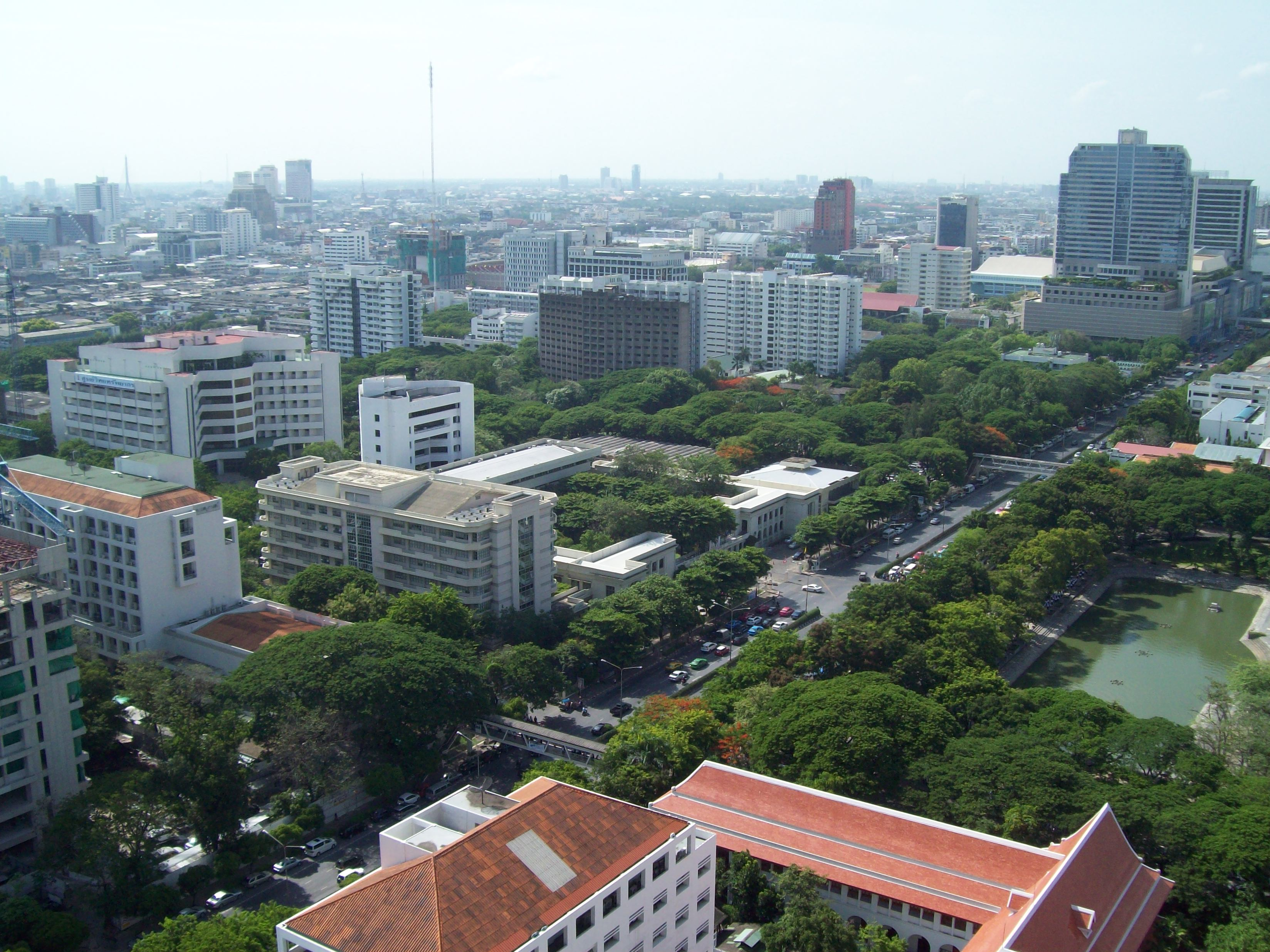
Vista aerea della Chulalongkorn

### Fondazione
In breve tempo il re constatò che il college era pronto per accedere al rango di ateneo e il 26 marzo 1917 fu ribattezzato Università Chulalongkorn, la prima del Siam, che fu posta sotto il controllo del neonato Dipartimento degli Affari Universitari. La direzione fu assegnata a Phraya Anukijwithoon, la cui carica sarebbe diventata quella di Rettore nel 1935, e venne istituito un Consiglio Universitario, responsabile della gestione e pianificazione dell'ateneo. Alla presidenza del consiglio fu posto il principe Damrong Rajanubhab, mentre il direttore Anukijwithoon fu eletto segretario.
Il primo anno l'università ebbe 380 studenti iscritti in quattro facoltà, quella di Medicina all'Ospedale Siriraj (lungo il fiume Chao Phraya, sulla riva opposta a quella in cui sorge il Grande Palazzo Reale), mentre quelle di Pubblica Amministrazione, Ingegneria e di Arti e Scienze al campus di Patumwan. La Scuola di Giurisprudenza fu posta sotto la responsabilità del Ministero della Giustizia fino a quando fu pronta per diventare una facoltà, e la Scuola per la Formazione di Insegnanti venne inizialmente gestita dal Ministero dell'Educazione.

### Sviluppo
Nel 1923, diplomati delle scuole superiori furono iscritti alla Facoltà di Medicina, che ottenne un finanziamento dalla Fondazione Rockefeller per organizzare un corso di Bachelor's degree. Cinque anni dopo furono assegnati i primi 18 titoli accademici, i primi nel Siam. Nel 1929, la Facoltà di Pubblica Amministrazione fu ribattezzata Facoltà di Giurisprudenza e Scienze Politiche. Dopo la cosiddetta rivoluzione siamese del 1932 e la conseguente concessione della monarchia costituzionale, nel 1933 quest'ultima facoltà fu trasferita alla Università Thammasat, il nuovo ateneo sorto con il proposito di fornire l'istruzione universitaria anche alle fasce di popolazione meno abbienti. Di conseguenza, alla Chulalongkorn rimasero tre facoltà.
Negli anni successivi, l'ateneo migliorò gradualmente i corsi di laurea di primo livello per l'ottenimento del bachelor's degree e furono aperte nuove facoltà. Nel 1961 fu istituita la Graduate School, i cui corsi assegnano la laurea dopo il conseguimento del bachelor's degree. Dopo il 1962, la Chulalongkorn ha privilegiato i corsi di laurea ed ha iniziato a organizzare centri di ricerca e nuovi istituti.

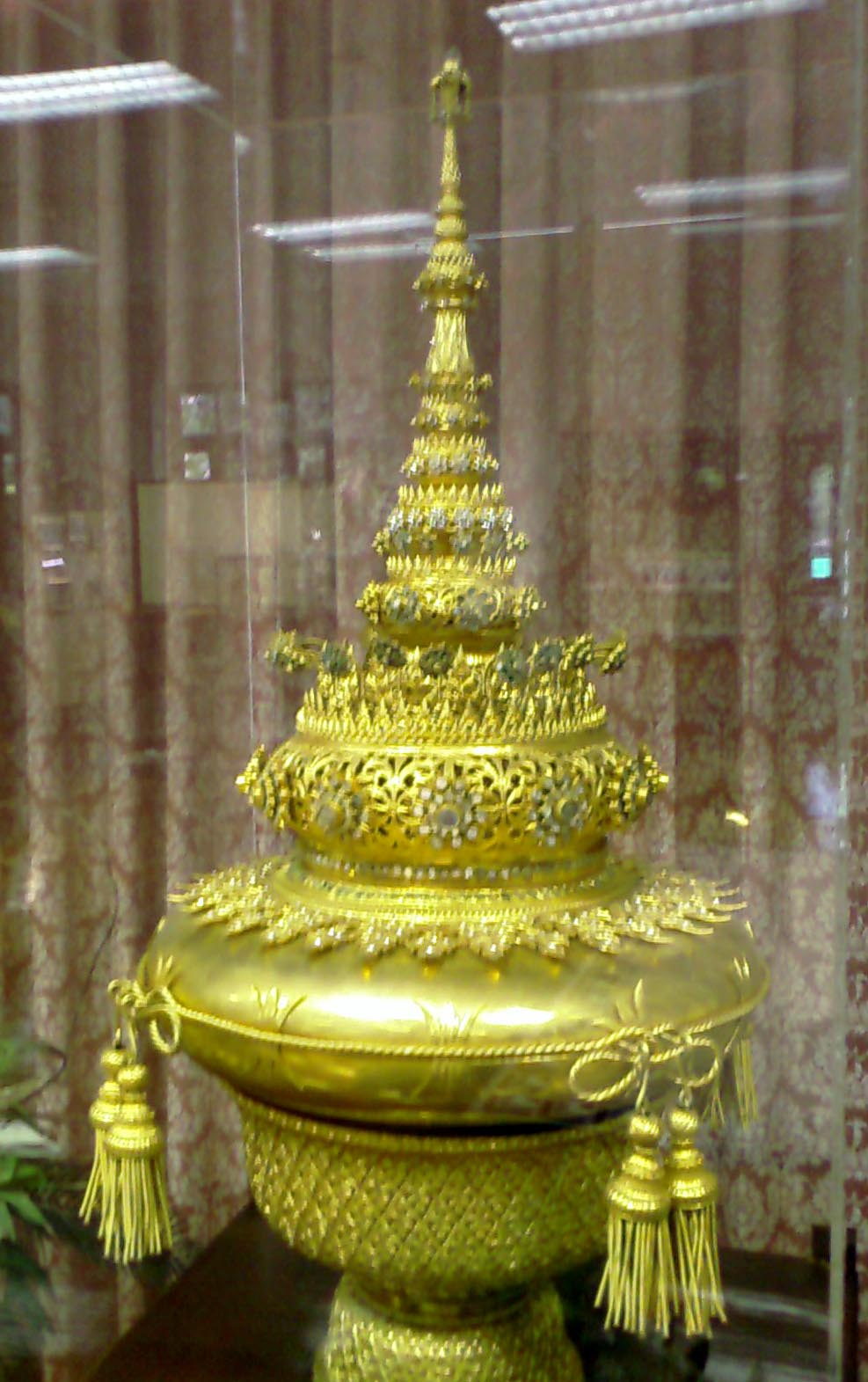
Phra Kiao, l'elmo regale simbolo dell'ateneo, donato da re Rama IX nel 1989 ed esposto nella sala commemorativa

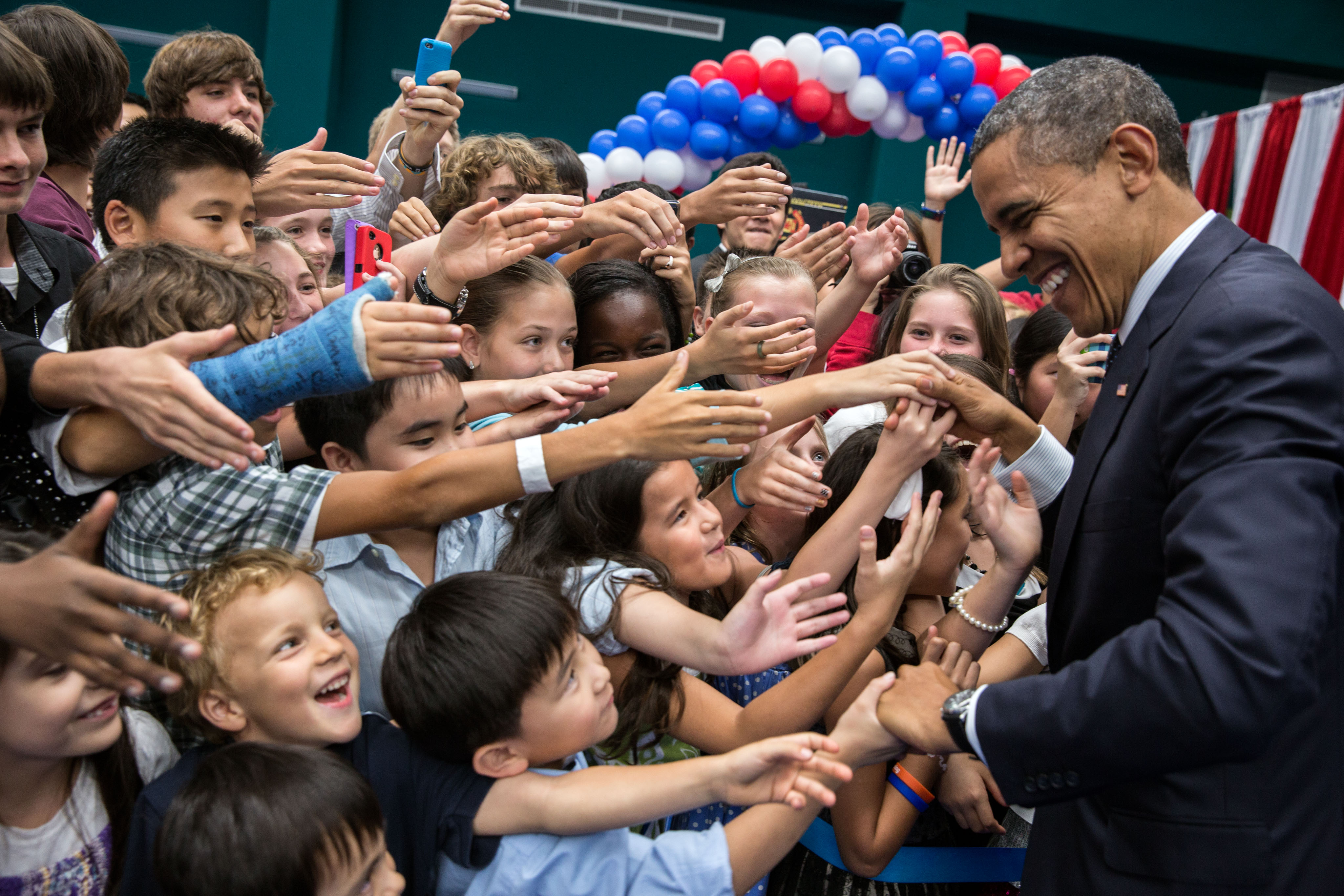
Barack Obama al centro sportivo dell'ateneo nel 2012

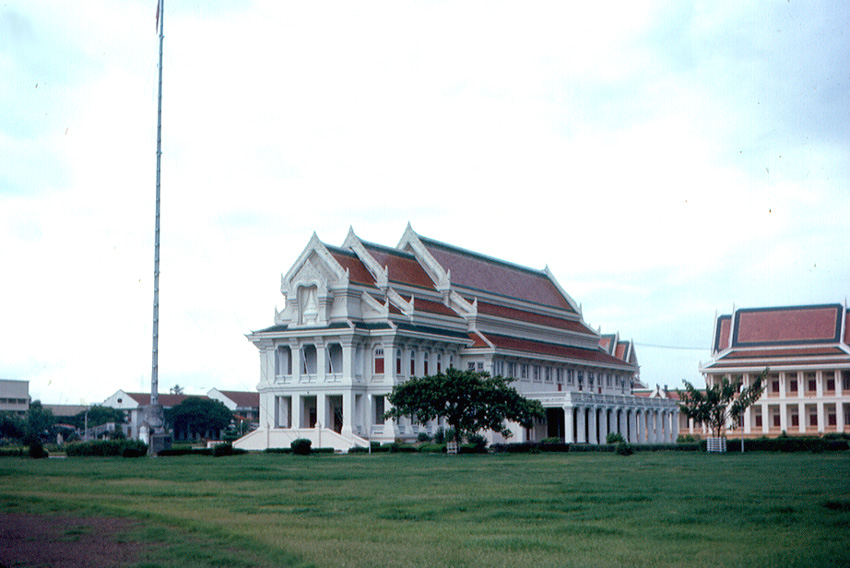
Edificio principale della Chulalongkorn nel 1967

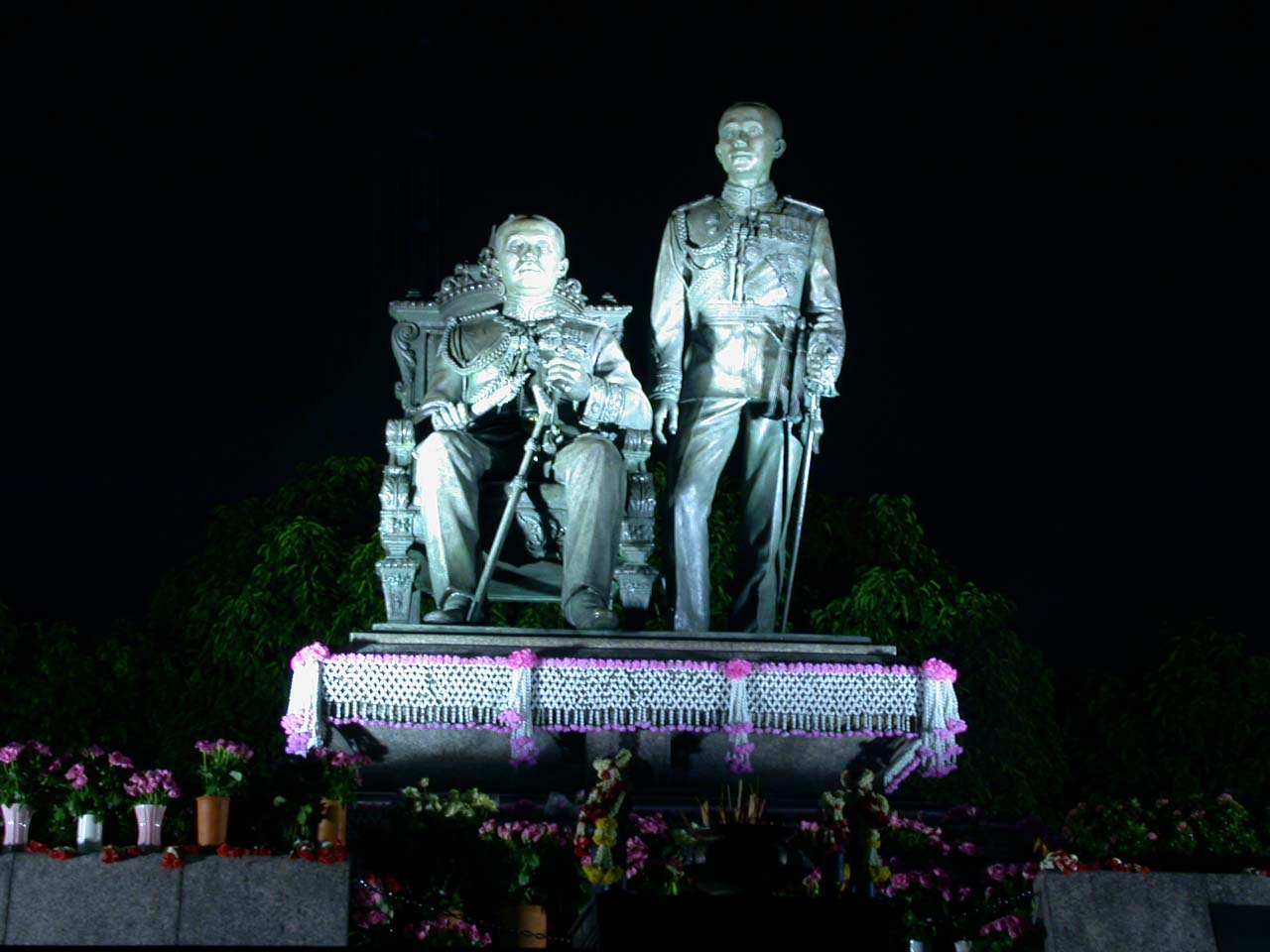
Monumento raffigurante i re Rama V e Rama VI, nei giardini dell'università

## Lista delle facoltà
- Facoltà di Professioni Sanitarie
- Facoltà di Architettura
- Facoltà delle Arti
- Facoltà di Commercio e Contabilità
- Facoltà di Scienze della Comunicazione
- Facoltà di Odontoiatria
- Facoltà di Economia
- Facoltà di Ingegneria
- Facoltà di Belle Arti e Arti Applicate
- Facoltà di Scienze dell'educazione e della formazione
- Facoltà di Giurisprudenza
- Facoltà di Medicina
- Facoltà di Infermieristica
- Facoltà di Farmacia
- Facoltà di Scienze Politiche
- Facoltà di Psicologia
- Facoltà di Scienze
- Facoltà di Veterinaria
- Facoltà di Scienze dello Sport
- Scuola di Risorse Agricole
- Graduate School

## Istituti associati
- Scuole laboratorio
- College petrolchimico
- College di Scienze della Salute Pubblica
- College di Studi sulla Popolazione
- Istituto di Ricerca sulla Scienza della Metallurgia e dei Materiali
- Istituto di Biotecnologia ed Ingegneria Genetica
- Istituto di Ricerca delle Risorse Acquatiche e di Ricerca Ambientale
- Istituto di Ricerca Sociale e di Studi Asiatici
- Istituto dei Trasporti
- Istituto di Laurea Sasin in amministrazione aziendale, fondato in collaborazione con le statunitensi Kellogg School of Management e Wharton School of the University of Pennsylvania[5]

### Alunni notevoli
- SAR il Principe Mahidol Adulyadej, principe di Songkhla, padre del re Ananda Mahidol e re Bhumibol Adulyadej
- SAR la Principessa Galyani Vadhana, principessa di Narathiwat, sorella di Ananda Mahidol e Bhumibol Adulyadej
- SAR la Principessa Maha Chakri Sirindhorn, principessa di Thailandia
- SAR la Principessa Sirivannavari Nariratana, principessa di Thailandia
- Banjong Pisanthanakun, regista
- Surakiart Sathirathai, l'vice primo ministro della Thailandia agli Affari Esteri, all'Istruzione e alla Cultura dal 2005 al 2006
- Thita Rangsitpol Manitkul, Prima portavoce della Difesa, deputata dal 2001 al 2005
- Mallica Vajrathon, sociologa, politologa ed ex membro delle Nazioni Unite
- Win Lyovarin, scrittore, due volte vincitore del S.E.A. Write Award
- Binlah Sonkalagiri, scrittore, vincitore del S.E.A. Write Award
- Dhasanawalaya Sornsongkram, figlia di SAR la Principessa Galyani Vadhana
- Apinan Poshyananda, direttore artistico e curatore, promotore dell'arte contemporanea thailandese
- Pinyo suwankiri, architetto
- Borwornsak uwanno, esperto legale
- Tawan Vihokratana, attore e modello
- Kiatisuk Senamuang, allenatore di calcio ed ex calciatore
- Sukhumbhand Paribatra, Governatore di Bangkok dal 2009 al 2016
- Suporn Watanyusakul, pioniere nella vaginoplastica e ricostruzione facciale
- Pakorn Chatborirak, attore e modello
- Yong Poovorawan, scienziato esperto di epatologia pediatrica, epatite virale e virologia, e un esperto sul H5N1 dell'influenza aviaria da virus
- Chit Phumisak, autore, filologo, storico, poeta e rivoluzionario comunista, descritto come il "Che della Thailandia".
- Alexander Rendell, cantante e attore
- Natapohn Tameeruks, attrice e modella
- Urassaya Sperbund, attrice e modella
- Pachara chirathivat, attore e cantante
- Chantavit Dhanasevi, attore e modello
- Aznah Hamid, attrice
- Joss Way-ar Sangngern, attore e modello